# Günserode
Günserode ist  ein Ortsteil der Gemeinde Kyffhäuserland im thüringischen Kyffhäuserkreis.

## Geografie
Günserode ist ein Straßendorf und liegt südöstlich des Wipperdurchbruchs im Wippertal.

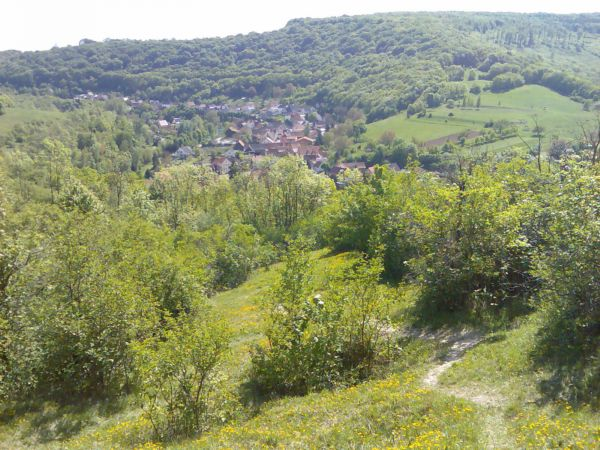
Blick vom Mühlberg
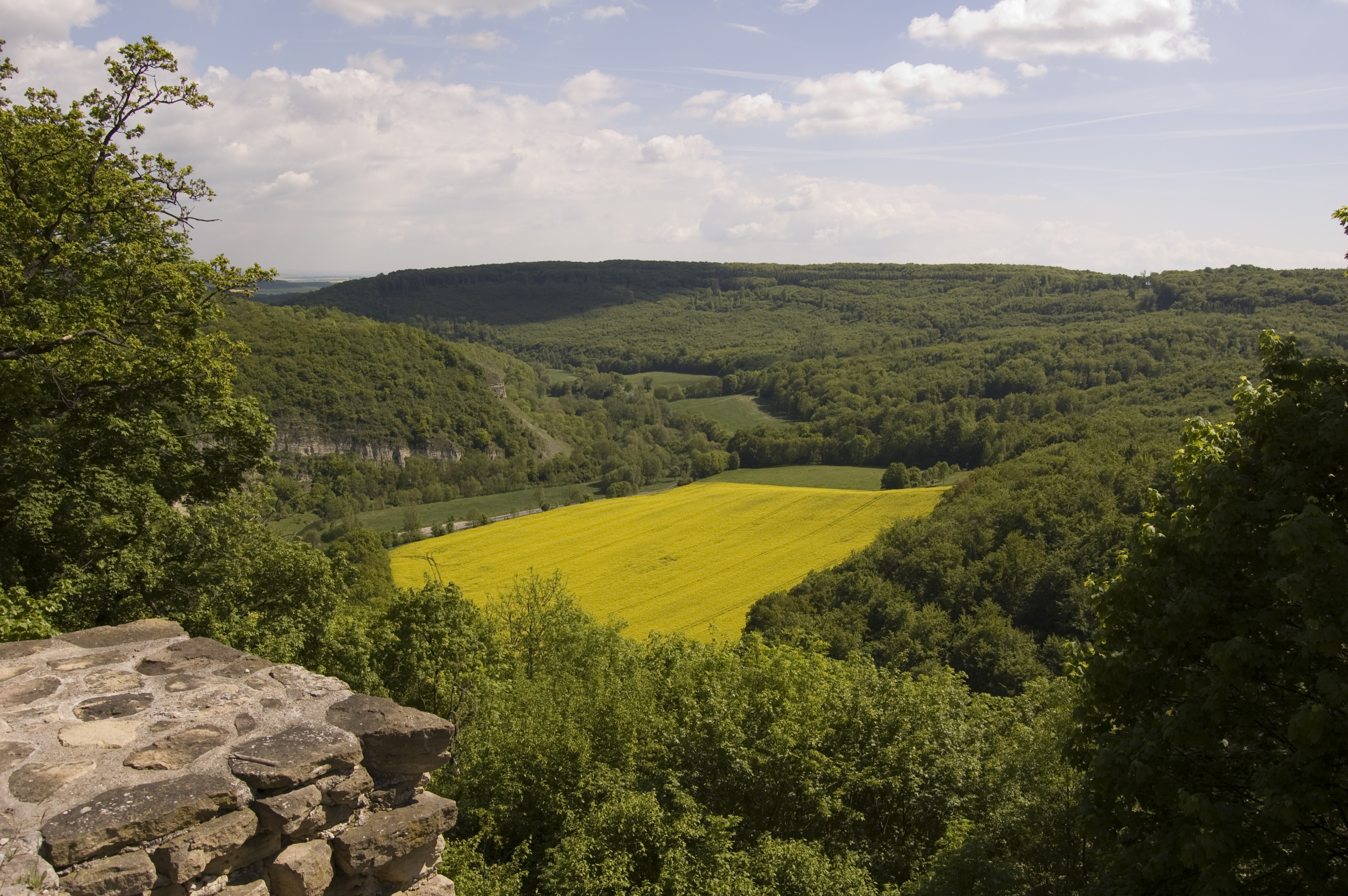
Blick von der Arnsburg auf das Wippertal
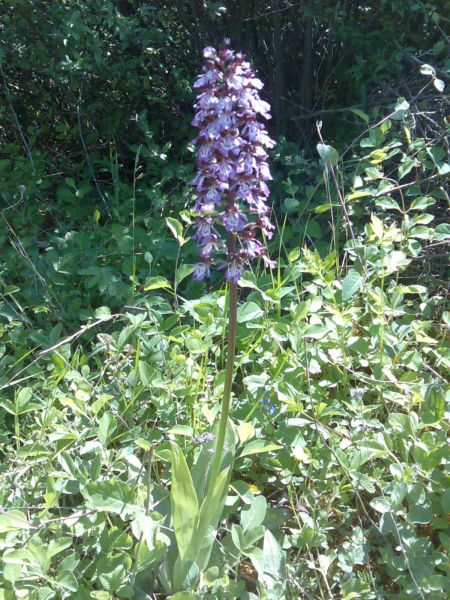
Orchideen in Günserode

## Geschichte
Es wird im Jahr 1006 ein Einsiedler namens Günther erwähnt, der das Dorf dem Benediktiner-Kloster Göllingen schenkte. Der Name des Einsiedlers könnte der etymologische Ursprung des heutigen Ortsnamens sein: Günserode = „Rodung des Günther“.
Im Jahre 1265 kam der Ort an das Kloster Kapelle, das sich am linken Wipperufer zwischen Günserode und Seega befand. Im Jahre 1193 wurde es ein Benediktinerkloster und um 1537, vermutlich in Folge der Reformation,  wieder aufgehoben. Später entstand hier eine Kapellenmühle mit einem Ausflugslokal, wovon heute nur noch eine Ruine übrig geblieben ist.
Der Ort war seit 1356 im Besitz des Hauses Schwarzburg und wurde Teil der Unterherrschaft des Fürstentums Schwarzburg-Rudolstadt. Nach Ende des Ersten Weltkriegs entstand Ende November 1919 der Freistaat Schwarzburg-Rudolstadt, der 1920 im Land Thüringen aufging.
Am 31. Dezember 2012 schloss sich die Gemeinde Günserode mit weiteren Gemeinden der Verwaltungsgemeinschaft Kyffhäuser zur Gemeinde „Kyffhäuserland“ zusammen.

### Einwohnerentwicklung
Entwicklung der Einwohnerzahl der Gemeinde Günserode (31. Dezember):
| - 1994: 226 - 1995: 224 - 1996: 221 - 1997: 223 - 1998: 217 - 1999: 208 | - 2000: 203 - 2001: 205 - 2002: 200 - 2003: 195 - 2004: 177 - 2005: 174 | - 2006: 179 - 2007: 178 - 2008: 175 - 2009: 178 - 2010: 172 - 2011: 164 |

Datenquelle: Thüringer Landesamt für Statistik

## Politik
Bei der Landtagswahl 2009 erreichte Die Linke mit 47,5 % der Zweitstimmen ihr landesweit bestes Ergebnis.

## Kultur und Sehenswürdigkeiten
- Auf dem Kohnstein (nicht zu verwechseln mit dem Kohnstein im Südharz) befindet sich eine großflächige, dreiteilige Wallanlage, die aus der ausgehenden Bronzezeit sowie der vorrömischen Eisenzeit stammt. Sie soll noch im Mittelalter genutzt worden sein. Aus der Bronzezeit wurde ein reicher Bronzefund entdeckt und geborgen. Man vermutet, dass auf diesem Berg auch ein ehemaliger Kultplatz war.[2] Der Kohnstein heißt im Volksmund auch Schwedenschanze.

- Die evangelische Kirche St. Nikolaus ist ein ursprünglich mittelalterlicher Bau, wovon der quadratische Chorturm erhalten ist. Das Kirchenschiff wurde Ende des 17. Jahrhunderts erneuert. Der Turm trägt ein Walmdach mit pittoreskem Uhrerker. Im Inneren besitzt die Anlage eine dreiseitige, zweigeschossige Empore, eine Holztonne und einen barocken Kanzelaltar. Der Chor enthält ein Kreuzgratgewölbe. Über dem Triumphbogen ist ein Wandbild vom Anfang des 20. Jahrhunderts, das die Bergpredigt zeigt. Das trichterähnliche Taufbecken ist von 1567.[3]

Die Kirchgemeinde gehört zum Evangelischen Pfarramt Bad Frankenhausen II.
- In Günserode befinden sich historische und gut erhaltene Fachwerkgehöfte, u. a. Dreiseithöfe. Vereinzelt weisen die Gebäude Gaffköpfe auf.

- In der Nähe des Ortes liegt das Naturschutzgebiet Wipperdurchbruch, in dem im Frühjahr tausende Orchideen blühen.

## Vereine
- Heimatfreunde Günserode e. V.
- Jagdgenossenschaft
- Kleingartenverein